# Alpan
Alpan o Alpanu (letteralmente "dono") è una dea etrusca, corrispondente probabilmente ad Armonia.
Le uniche testimonianze di un possibile culto sono delle iscrizioni su alcuni manufatti provenienti da Ortona e Bomarzo e le sue raffigurazioni su degli specchi datati tra il V e il III secolo a.C..